# 유럽 고속도로 264호선

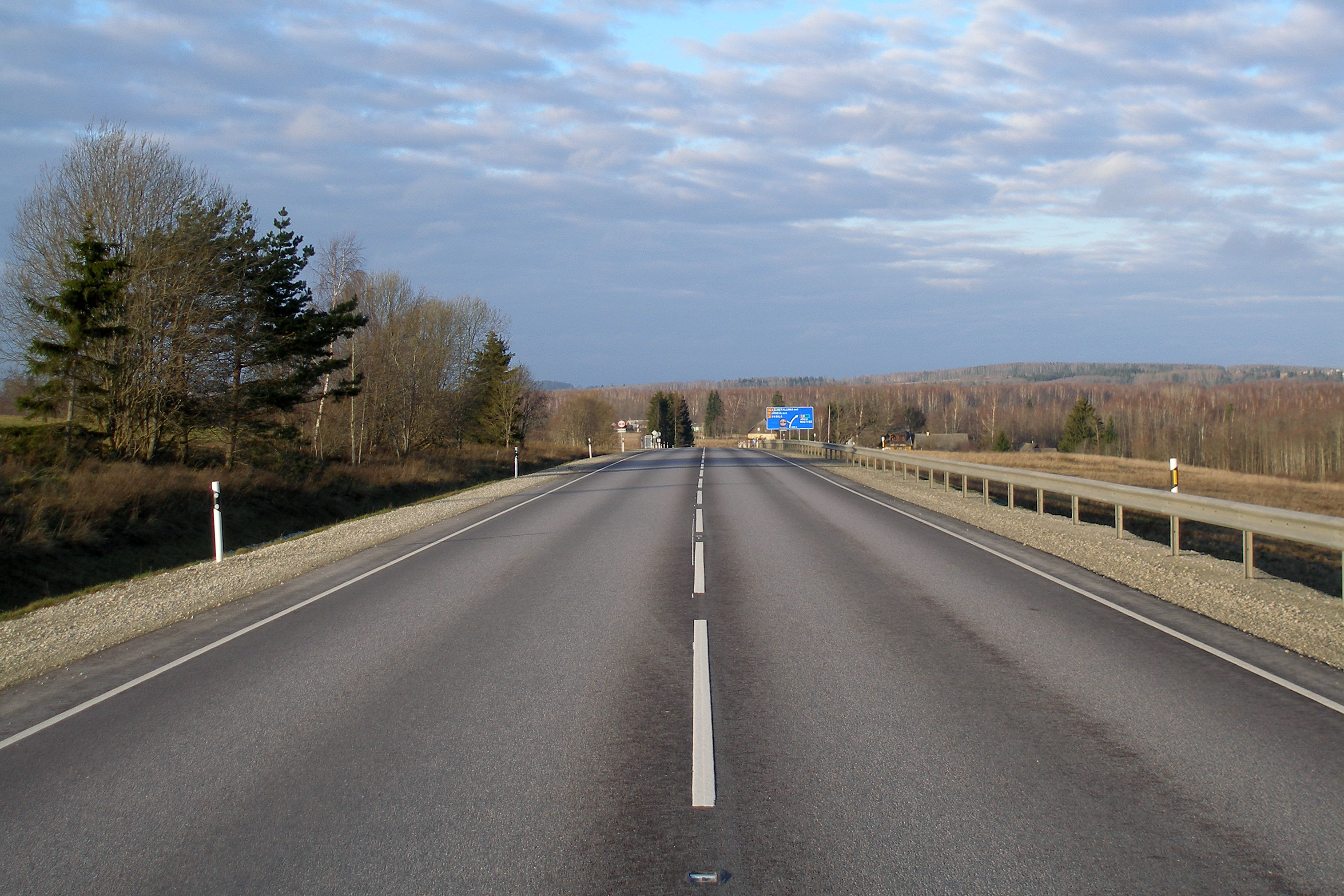
에스토니아의 아오브레 인근을 지나가고 있는 유럽 고속도로 264호선의 모습.

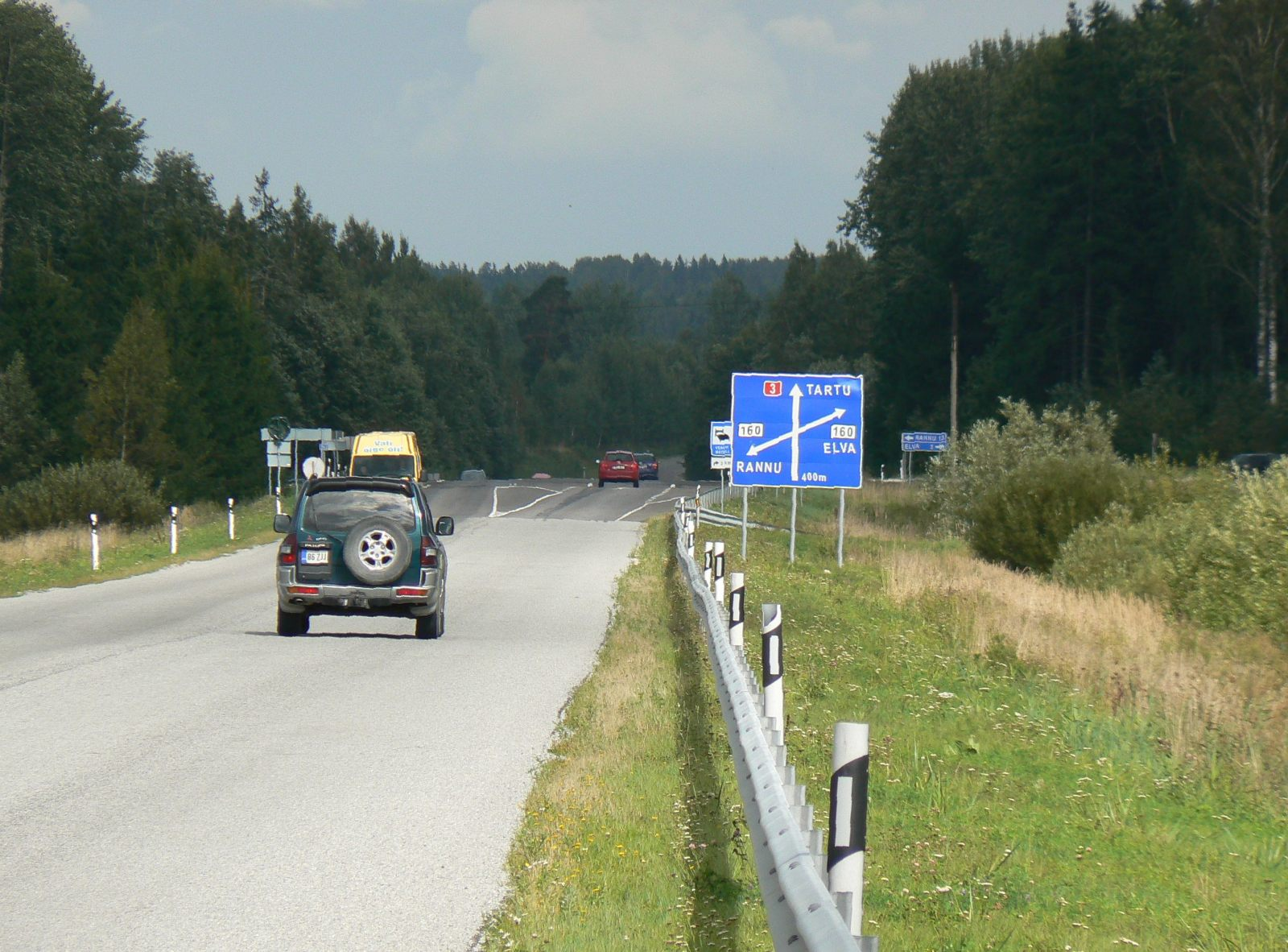

유럽 고속도로 264호선(European route E264)은 에스토니아의 여흐비에서 라트비아의 인추카룬스까지 이르는 유럽 고속도로 노선이자 B-클래스급 간선형 고속도로이다. 해당 도로의 구성원으로는 에스토니아 A3번 간선도로와 A3 간선도로로 각각 구성된다. 주요 경유 도시로는 여흐비, 타르투, 발가, 발카, 발미에라, 인추카룬스 등이 있다.